# محمدمهدی افتخاری
محمدمهدی افتخاری نمایندهٔ دورهٔ دهم از حوزهٔ انتخابیهٔ فومن و شفت در استان گیلان است. وی با کسب ۳۳٬۶۴۷ رای از مجموع ۱۱۱٬۳۸۸ رای معادل ۳۰٫۲۱٪ درصد آرا با اختلاف ۸۱ رای نسبت به ناصر عاشوری نمایندهٔ وقت فومن به مجلس راه پیدا کرد، وی در دور یازدهم مجلس رد صلاحیت شد.
پدر وی محمدحسین افتخاری، نمایندهٔ فومن در دورهٔ سوم مجلس بود که در ۶ تیر ۱۳۶۹ حین کمک به زلزله‌زدگان در سانحهٔ سقوط هلیکوپتر کشته شد.